# Samiskt informationscentrum
Samiskt informationscentrum är en del av Sametinget i Sverige. Dess mål är att öka människors kunskap om samerna som ursprungsfolk och samiska förhållanden. Samiskt informationscentrum bevakar också samiska frågor, tillhandahåller information och tar initiativ till och genomför olika informationsaktiviteter. Informationscentret invigdes i augusti 2005 och har en anställd.
Informationscentret kom till genom en nationell informationskampanj som Sveriges regering drev 2002–2004 med syfte att öka allmänhetens kunskaper om samerna. Sametinget fick regeringens uppdrag att bygga upp ett nationellt, permanent, samiskt informationscentrum.
I dag är Samiskt informationscentrum är en nationell kunskapskälla för information om samer och samisk kultur. Det samiska informationscentret ska bland annat bilda plattform för, och ta initiativ till, samverkan mellan olika aktörer som arbetar med information om samer. En annan viktig uppgift är att ta initiativ för att öka samordningen av olika aktörers upplysningsinsatser och samverka med andra statliga myndigheter.